# Georgiana Tites
Georgiana Tites (* 1. November 1992) ist eine rumänische Gewichtheberin.

## Karriere
Tites war 2012 Junioren-Vize-Europameisterin im Reißen. 2013 nahm sie in Tirana an den Europameisterschaften der Aktiven teil und erreichte in der Klasse bis 58 kg den fünften Platz. Im selben Jahr wurde sie bei der Universiade in Kasan Zehnte. Allerdings wurde sie kurz danach bei einer Trainingskontrolle positiv auf Stanozolol getestet und vom Weltverband IWF für zwei Jahre gesperrt.